# Alustriel
Endue Alustriel Manoargéntea es un personaje ficticio del universo de Reinos Olvidados.

## Rasgos generales
Alustriel Manoargéntea es una mujer caótica buena; nacida en el año 762 del Cómputo de los Valles (según la línea actual del escenario, tiene 612 años). Sus clases de personaje incluyen mago, hechicera y archimago.

## Lugar en los Reinos
La segunda en edad de las siete hermanas y elegida de Mystra. Durante años fue gobernante de la ciudad de Luna Plateada y en la línea actual del escenario es la primera soberana de Luruar (Más conocida como la Alianza de Señores, una confederación de reinos y estados de la región circundante a la ciudad de la que fue regente). Es uno de los personajes influyentes del escenario, perteneciendo a dos de los colectivos benévolos más importantes: los elegidos de Mystra y la Aliaza de Señores. También tiene importantes relaciones con los Arpistas
Alustriel es conocida por su integridad, equidad, inteligencia y poder. Se la considera como la más sabia y diplomática de las siete hermanas y por ello ha sido una de las personalidades claves de todo el Norte. Más allá de la preocupación moralista y casi cruzada que presentan sus hermanas, la principal ocupación de Alustriel es procurar el bienestar de los ciudadanos a los que dirige.

## Apariciones literarias
Al ser una reconocida amiga del elfo oscuro renegado Drizzt Do´Urden, ayudó al grupo de este para encontrar la ciudad enana de Mithril Hall. Más tarde, por esta misma influencia, participó activamente en la batalla entre esta urbe y la ciudad natal del renegado, Menzoberranzan. -Ríos de Plata y Cerco de Oscuridad ambas novelas de R.A. Salvatore
Durante el regreso de la ciudad de Refugio y la invasión phaerimm de Eternoska, participó junto a los demás elegidos primero como diplomática y, una vez establecidas las hostilidades, como atacante a la ciudad flotante y a los refugios de los espinardos en el reino élfico, junto al elfo Galaeron Nihmedu (Trilogía El Retorno de los Archimagos de Troy Denning).
- Datos: Q7468126